# Batalla de Útica (49 a. C.)
Se conoce como batalla de Útica al combate que enfrentó al general cesariano Cayo Escribonio Curión y a los soldados que envió el aliado de Cneo Pompeyo Magno, el rey Juba I de Numidia, como refuerzo para el gobernador pompeyano de la provincia de África, Publio Atio Varo.

## Antecedentes
Al cruzar el río Rubicón Julio César desató una nueva guerra civil en Roma en enero del 49 a. C. Fácilmente pacificó Italia en persecución de Pompeyo y su facción senatorial, pero no pudo evitar su fuga por Brindisi a Epiro. Entonces César decidió marchar contra la gran concentración de fuerzas leales a Pompeyo en Hispania, pero durante la marcha, en marzo, decidió enviar a Curión con treinta y una cohortes contra los pompeyanos de África y Sicilia. Antes de partir esta fuerza contó con el refuerzo de otra legión y 1000 jinetes galos. Como Curión tenía poca experiencia militar se nombró como su legado a Cayo Caninio Rébilo.
Con el título de pretor rápidamente expulsó de la isla al gobernador pompeyano Catón el Joven, que huyó a Dirraquio zarpando de Siracusa el 23 de abril. No hubo resistencia en la isla. El cesariano quedaba como su reemplazo. El año anterior como tribuno de la plebe había propuesto públicamente la anexión de Numidia, ganándose el odio de su monarca.
Antes de aventurarse a África decidió esperar las noticias de la campaña de su comandante en Hispania. Dejando la mitad de sus fuerzas en Sicilia, Curión embarcó a principios de agosto en Lilibea, dos legiones y 500 jinetes en una flota de 100 transportes escoltados por 12 galeras. Tras ahuyentar a los barcos vigías de Lucio Julio César desembarcó en la bahía de Tonara, cabo Bon.
Varo había llegado antes a África, escapando desde Auxumo mientras César ocupaba Italia hasta arribar a Útica por cuenta propia. El gobernador de la provincia, el propretor Considio Longo, había terminado su período y regresado a Roma, en tanto que su reemplazo, Elio Tubero, aún no llegaba. Como él había sido años antes gobernador de la provincia decidió reclamarla para Pompeyo. Para consolidar su posición tenía el apoyo del rey númida, un cliente de Pompeyo, que debía su trono al general.

## La batalla
Tras su desembarco en el norte de África, Curión se dirigió hacia las inmediaciones de la ciudad de Útica que se había atrincherado el bando pompeyano. Curión ordenó a su flota navegar a Útica mientras él con el ejército marchaba por tierra alrededor del golfo, tardando tres días hasta llegar a la orilla sur del río Bagradas. Tras dejar allí a Rébilio con su infantería, Curión salió con su caballería para explorar la zona y quizás construir un campamento de Castra Cornelia, al final lo instala en una colina al oeste de la ciudad. Desde ahí podía vigilar el campamento de Varo, ubicado junto a la ciudad, con su lado noroeste apoyado en la muralla de Útica y por el otro extremo orillando el mar, con libre comunicación naval y dejando solo un espacio estrecho por donde atacarle. Al sur vio una columna de refugiados buscando seguridad dentro de la urbe, decidió atacarlos para infundir pánico. Varo debió enviar 600 jinetes y 400 infantes númidas para defenderlos, pero fueron rechazados con 120 pérdidas, debiendo retirarse al interior de Útica con los supervivientes.
Después, Curión observó que los 200 buques pompeyanos con los suministros a bordo estaban desprotegidos. Con su flota en posición, ordenó a sus capitanes atacar a los cargueros, forzando a las tripulaciones enemigas a lanzar a las aguas cercanas a la playa sus preciadas cargas, donde los cesarianos las recogieron. Después de eso, los marinos pompeyanos tuvieron permiso para hacerse a la mar.
Volviendo victorioso a su primer campamento, Curión fue aclamado imperator por sus tropas. Decidiendo seguir con la ofensiva, no marcha a Castra Cornelia sino que al suroeste de la ciudad. Ahí empezó a construir otro campamento donde recibió informes de las patrullas, que le informaban que una gran tropa númida avanzaba a reforzar a Varo en nombre de Juba. Como no había tomado la precaución de enviar exploradores Curión se puso nervioso. Él envió con urgencia a sus jinetes a interceptar dicho contingente, mientras que ordenaba a sus hombres formar en línea de combate. Su caballería sorprendió a los númidas y los dispersaron, causándoles grandes pérdidas. Cuando Curión llegó con sus legiones los númidas habían huido, por lo que volvieron a Útica.
La noche siguiente, dos centuriones, acompañados de 22 hombres abandonaron el campamento de Curión y fueron donde Varo. Le informaron del descontento de las tropas cesarianas con su comandante y le urgieron que intentara ganarlos para su lado antes del combate. Varo estuvo de acuerdo, salió al campo abierto en la madrugada y Curión hizo lo mismo. Ambos ejércitos estaban separados por un valle de 70 metros de ancho con la ciénaga a un lado. El hermano de Varo, el senador Sexto Quintilio Varo, emergió de las filas pompeyanas e instó a los legionarios contrarios a no luchar y cambiar de bando. Los soldados escucharon en silencio y volvieron con su comandante al campamento. Ese día la tropa cesariana contempló seriamente abandonar a su comandante, Curión reunió a sus oficiales en un consejo. Algunos le sugirieron atacar inmediatamente, antes que las tropas tuvieran tiempo de organizar un motín; otros que esperara que Varo les atacara, dejando a las tropas calmarse. Curión rechazo ambas posturas y salió a hablar personalmente con sus legiones. Ordenándolas en fila les recordó sus juramentos a César y que a él mismo lo habían aclamado Imperator. Después de eso se ganó el apoyo de su fuerza y los murmullos conspirativos desaparecieron.
Al día siguiente Curión se dirigió a sus hombres para motivarlos ante la venidera batalla. Varo hizo lo mismo. Ambos se formaron como el día anterior, a cada extremo del valle cuyas paredes eran de apenas siete metros, pero muy empinadas. Cada ejército esperaba el ataque del otro para comenzar la batalla y apoderarse del valle. Finalmente Varo ordenó a la caballería númida, con auxiliares ligeros, cruzar el valle. Pero dos cohortes con la caballería cesariana se lanzaron sobre ellos en cuanto avanzaron. La debilitada caballería númida dio vuelta y huyó. Los auxiliares fueron rodeados y masacrados. Entonces el legado Rébilio intentó sacar ventaja de la situación. Les recordó sus juramentos del día anterior y cargaron, subiendo el terraplén enemigo mientras los pompeyanos rompían filas y huían. Muchos de los soldados de Varo murieron pisoteados por sus aterrados compañeros, otros fueron muertos por los cesarianos y otros se replegaron a Útica. Con el resto de sus fuerzas, el desmoralizado Varo se retiró a la ciudad dejando sólo un trompetista y un par de tiendas de campaña para mantener las apariencias. Había sufrido 600 muertos y 1000 heridos, Curión tuvo apenas 100 muertos y heridos.

## Consecuencias
Sin embargo, poco después Curión se enfrentó a Juba I en el río Bagradas, donde murió el general cesariano y el grueso de su hueste fue masacrada. Varo continuó como gobernador de la provincia hasta la llegada de los supervivientes pompeyanos de Farsalia. Estos nombraron como su sucesor a Marco Porcio Catón el Joven y jefe militar –nominal– a Quinto Cecilio Metelo Escipión. Ambos serían derrotados en Tapso y morirían poco después, al igual que Juba, con su pueblo alzado en su contra y cuyo reino fue anexado por Roma, quedando la región en poder de César definitivamente.
No era el último desastre que vivirían los cesarianos ese año. En el Adriático Publio Cornelio Dolabela y su flota de 40 galeras fueron capturados por la armada pompeyana. En un intento de rescatarlos, Cayo Antonio con 15 cohortes marchó por la costa de Iliria, pero acosado por las tribus locales y la fuerza naval pompeyana terminó aislado y forzado a capitular, tras fuertes pérdidas, en Curicta. Sus tropas fueron incorporadas al ejército pompeyano. Al año siguiente, una columna capitaneada por Aulo Gabinio sufrió mucho al seguir el mismo camino. Con esto César entendió que debía cruzar por mar hacia Grecia -además, de intentar seguir esa ruta con el grueso de su ejército permitiría a Pompeyo retornar a Italia-. Pompeyo se mostraría incompetente al no bloquear Brindisi cuando contaba con superioridad en mar, ni aprovecharía su victoria en Dirraquio para volver a Italia atrapando en Grecia a César.